# Cyathissa quadrate
Cyathissa quadrate är en fjärilsart som beskrevs av Smith 1906. Cyathissa quadrate ingår i släktet Cyathissa och familjen nattflyn. Inga underarter finns listade i Catalogue of Life.